# قضيبية حمض الأكساليك الترابية الحضرية
قضيبية حمض الأكساليك الترابية الحضرية (الاسم العلمي: Oxalicibacterium solurbis) هي نوع من البكتيريا، سلبية الغرام، تتبع القضيبيات حمض الأكساليك.